# بيركينز
بيركينز (بالإنجليزية: Perkins)‏ هي مدينة في مقاطعة بايين، أوكلاهوما في الولايات المتحدة. بلغ عدد السكان 2,831 في تعداد عام 2010، بزيادة قدرها 24.6 في المائة من 2,272 في تعداد عام 2000. اشتق الاسم من والدن بيركنز، وهو عضو الكونغرس الذي ساعد في تأسيس مكتب البريد المحلي. ويقع هنا المقر الرئيسي لقبيلة أيوا في أوكلاهوما.

## التركيبة السكانية
حدّد مكتب تعداد الولايات المتحدة بيانات التركيبة السكانية لبيركينز في تعداد الولايات المتحدة. في ما يلي، التركيبة السكانية حسب تعدادي 2000 و2010.

### تعداد عام 2000
بلغ عدد سكان بيركينز 2,272 نسمة بحسب تعداد عام 2000، وبلغ عدد الأسر 913 أسرة وعدد العائلات 645 عائلة مقيمة في المدينة. في حين سجلت الكثافة السكانية 289.1 نسمة لكل كيلومتر مربع (748.8/ميل2). وبلغ عدد الوحدات السكنية 988 وحدة بمتوسط كثافة قدره 125.7 لكل كيلومتر مربع (325.6/ميل2).
وتوزع التركيب العرقي للمدينة بنسبة 85.48% من البيض و2.46% من الأمريكيين الأفارقة و6.47% من الأمريكيين الأصليين و0.31% من الأمريكيين ذوي الأصول الآسيوية و0.44% من الأعراق الأخرى و4.84% من عرقين مختلطين أو أكثر و1.10% من الهسبانيون أو اللاتينيون من أي عرق.
بلغ عدد الأسر 913 أسرة كانت نسبة 38.2% منها لديها أطفال تحت سن الثامنة عشر تعيش معهم، وبلغت نسبة الأزواج القاطنين مع بعضهم البعض 54.2% من أصل المجموع الكلي للأسر، ونسبة 13.6% من الأسر كان لديها معيلات من الإناث دون وجود شريك،  بينما كانت نسبة 2.8% من الأسر لديها معيلون من الذكور دون وجود شريكة وكانت نسبة 29.4% من غير العائلات. تألفت نسبة 27.1% من أصل جميع الأسر من عدة أفراد يعيشون في نفس المنزل ونسبة 10.2% كانت تتألف من شخص يعيش بمفرده يبلغ من العمر 65 عاماً أو أكثر. وبلغ متوسط حجم الأسرة المعيشية 2.49، أما متوسط حجم العائلات فبلغ 3.02.
بلغ العمر الوسطي للسكان 34.7 عاماً. وكانت نسبة 27.2% من القاطنين تحت سن الثامنة عشر، وكانت نسبة 9.2% بين الثامنة عشر والرابعة والعشرين عاماً، ونسبة 28.8% كانت واقعةً في الفئة العمرية ما بين الخامسة والعشرين والرابعة والأربعين عاماً، ونسبة 20.8% كانت ما بين الخامسة والأربعين والرابعة والستين، ونسبة 14% كانت ضمن فئة الخامسة والستين عاماً فما فوق. يوجد لكل 100 أنثى 91.6 ذكر، ويوجد لكل 100 أنثى في الثامنة عشر من عمرها فما فوق 81.5 ذكر.
بلغ متوسط دخل الأسرة في المدينة 30,030 دولارًا، أما متوسط دخل العائلة فبلغ 38,580 دولارًا. وكان متوسط دخل الذكور 26,553 دولارًا مقابل 20,761 دولارًا للإناث. وسجل دخل الفرد الخاص بالمدينة 14,955 دولارًا. وكانت نسبة 7.6% من العائلات ونسبة 11.2% من السكان تحت خط الفقر، وكان من هؤلاء نسبة 13.9% تحت سن الثامنة عشر ونسبة 12.5% في الخامسة والستين من العمر وما فوق.

### تعداد عام 2010
بلغ عدد سكان بيركينز 2,831 نسمة بحسب تعداد عام 2010، وبلغ عدد الأسر 1,174 أسرة وعدد العائلات 773 عائلة مقيمة في المدينة. في حين سجلت الكثافة السكانية 360.2 نسمة لكل كيلومتر مربع (932.9/ميل2). وبلغ عدد الوحدات السكنية 1,274 وحدة بمتوسط كثافة قدره 162.1 لكل كيلومتر مربع (419.8/ميل2).
وتوزع التركيب العرقي للمدينة بنسبة 84.78% من البيض و1.80% من الأمريكيين الأفارقة و7.52% من الأمريكيين الأصليين و0.14% من الأمريكيين ذوي الأصول الآسيوية و0.32% من الأعراق الأخرى و5.44% من عرقين مختلطين أو أكثر و1.98% من الهسبانيون أو اللاتينيون من أي عرق.
بلغ عدد الأسر 1,174 أسرة كانت نسبة 37.5% منها لديها أطفال تحت سن الثامنة عشر تعيش معهم، وبلغت نسبة الأزواج القاطنين مع بعضهم البعض 45.7% من أصل المجموع الكلي للأسر، ونسبة 15.5% من الأسر كان لديها معيلات من الإناث دون وجود شريك،  بينما كانت نسبة 4.6% من الأسر لديها معيلون من الذكور دون وجود شريكة وكانت نسبة 34.2% من غير العائلات. تألفت نسبة 30% من أصل جميع الأسر من عدة أفراد يعيشون في نفس المنزل ونسبة 12.9% كانت تتألف من شخص يعيش بمفرده يبلغ من العمر 65 عاماً أو أكثر. وبلغ متوسط حجم الأسرة المعيشية 2.41، أما متوسط حجم العائلات فبلغ 2.99.
بلغ العمر الوسطي للسكان 34.1 عاماً. وكانت نسبة 27.6% من القاطنين تحت سن الثامنة عشر، وكانت نسبة 8.3% بين الثامنة عشر والرابعة والعشرين عاماً، ونسبة 27.4% كانت واقعةً في الفئة العمرية ما بين الخامسة والعشرين والرابعة والأربعين عاماً، ونسبة 23.6% كانت ما بين الخامسة والأربعين والرابعة والستين، ونسبة 13.1% كانت ضمن فئة الخامسة والستين عاماً فما فوق. وتوزع التركيب الجنسي للسكان بنسبة 46.8% ذكور و53.2% إناث.

## أعلام
- جيسي بارنز
- فرانك إيتون
- دويل هولي

## وصلات خارجية
- موقع مدينة بيركينز